# Vulcanismo lunar

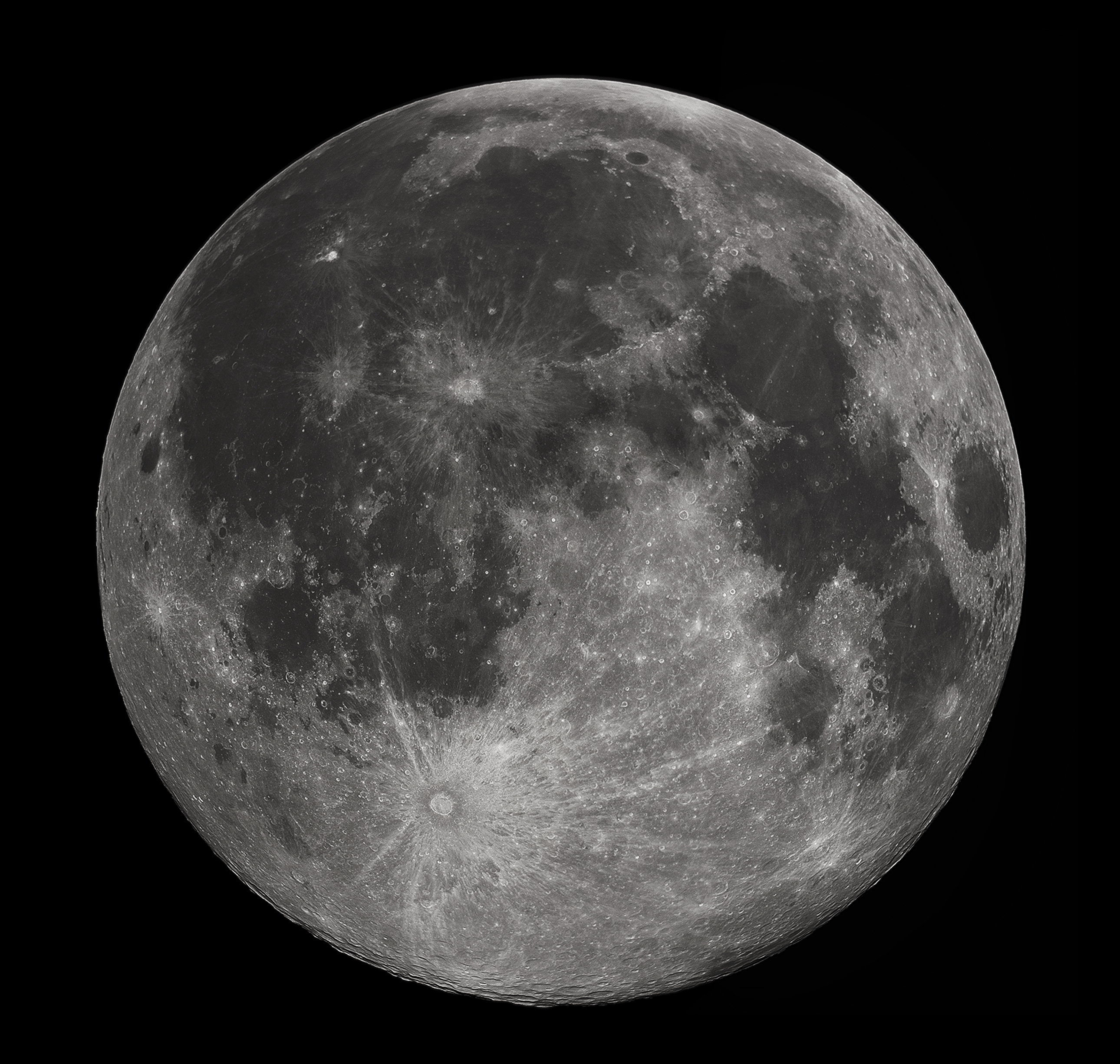
Las llanuras lunares oscuras y relativamente monótonas, que se ven claramente a simple vista, son vastos estanques solidificados de lava antigua llamados mares.

El vulcanismo lunar está representado por la presencia de volcanes, depósitos piroclásticos y vastas llanuras de lava en la superficie lunar. Los volcanes suelen tener forma de pequeñas colinas y conos que forman grandes complejos volcánicos y sistemas aislados. Las calderas, estructuras de colapso a gran escala que generalmente se forman al final de un episodio eruptivo volcánico, son excepcionalmente raras en la Luna. Los depósitos piroclásticos lunares son el resultado de erupciones de fuentes de lava de magmas basálticos cargados de volátiles que ascienden rápidamente desde fuentes profundas del manto y entran en erupción como una pulverización de magma, formando rocas microscópicas vitrificadas. Sin embargo, también se cree que existen depósitos piroclásticos menos comunes formados por erupciones explosivas no basálticas. Las llanuras de lava lunar cubren grandes franjas de la superficie y consisten principalmente en voluminosos flujos basálticos, que tienen una serie de características volcánicas relacionadas con el enfriamiento de la lava, incluidos tubos de lava, rimae y crestas arrugadas.
La Luna ha estado volcánicamente activa durante gran parte de su historia, y las primeras erupciones volcánicas ocurrieron hace unos 4200 millones de años. El vulcanismo fue más intenso entre hace 3800 y 3000 millones de años, tiempo durante el cual se crearon gran parte de las llanuras de lava. En un principio se pensó que esta actividad había desaparecido hace unos mil millones de años, pero evidencias más recientes sugieren que pudo haber ocurrido vulcanismo a menor escala en los últimos 50 millones de años. Hoy en día, la Luna no tiene volcanes activos, aunque una cantidad significativa de magma puede persistir bajo la superficie lunar.

## Primeras observaciones
En 1610, el astrónomo italiano Galileo Galilei malinterpretó las llanuras de lava lunares como mares mientras observaba la Luna a través del primer telescopio del mundo. Por lo tanto, Galilei los apodó mares, por la palabra latina que significa «mar». Las depresiones en forma de cuenco distribuidas por todo el paisaje lunar fueron sugeridas por primera vez como volcanes en 1665 por el químico británico Robert Hooke. Su origen volcánico se vio reforzado por su similitud con los cráteres de los Campos Flégreos en Italia, aunque mucho más grandes. El astrónomo francés Pierre Puiseux propuso que los cráteres eran cúpulas volcánicas colapsadas que habían expulsado todos sus gases. Pierre-Simon Laplace, otro astrónomo francés, propuso en el siglo XVIII que los meteoritos eran proyectiles volcánicos expulsados por los cráteres lunares durante las grandes erupciones. El astrónomo británico William Herschel, en uno de sus primeros artículos, afirmó haber visto tres volcanes en la Luna a finales del siglo XVIII, que más tarde resultaron ser luz cenicienta. 
El origen de los cráteres lunares siguió siendo controvertido durante la primera mitad del siglo XX, y los partidarios de los volcanes argumentaban que los rayos brillantes que salían en abanico de algunos cráteres eran vetas de ceniza volcánica similares a las encontradas en el monte Aso en Japón. Los astrónomos también informaron sobre destellos de luz y nubes rojas sobre los cráteres Alfonso y Aristarco. Las pruebas recopilada durante el programa Apolo (1961-1972) y de naves espaciales no tripuladas del mismo período demostró de manera concluyente que el impacto meteórico, o el impacto de asteroides en el caso de cráteres más grandes, fue el origen de casi todos los cráteres lunares y, por implicación, también de la mayoría de los cráteres de otros cuerpos estelares.

## Características

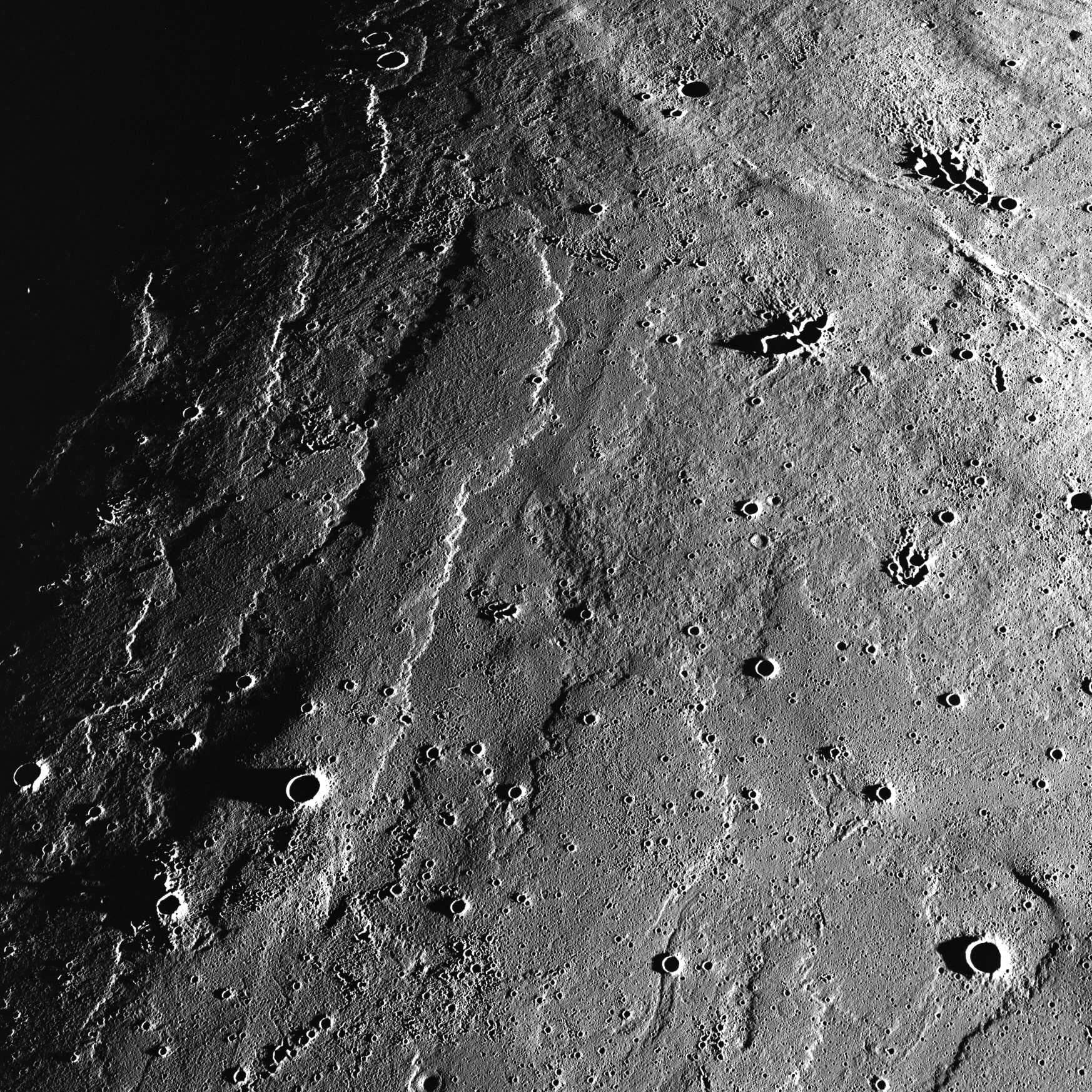
Antiguos flujos de lava endurecidos de Mare Imbrium que forman crestas arrugadas.

Después de la formación de cráteres por impacto, el vulcanismo es el proceso más dominante que ha modificado la corteza lunar. Gran parte de esta modificación se ha conservado debido a la falta de placas tectónicas, de modo que la superficie lunar ha cambiado de manera insignificante a lo largo de su historia geológica. El vulcanismo lunar se ha limitado principalmente a la cara visible, donde las llanuras de lava basáltica son la región volcánica dominante.  Por el contrario, las áreas topográficas elevadas, como domos, conos y escudos, representan sólo una pequeña fracción del registro volcánico lunar. Se han encontrado volcanes y llanuras de lava a ambos lados de la Luna.

### Llanuras de lava

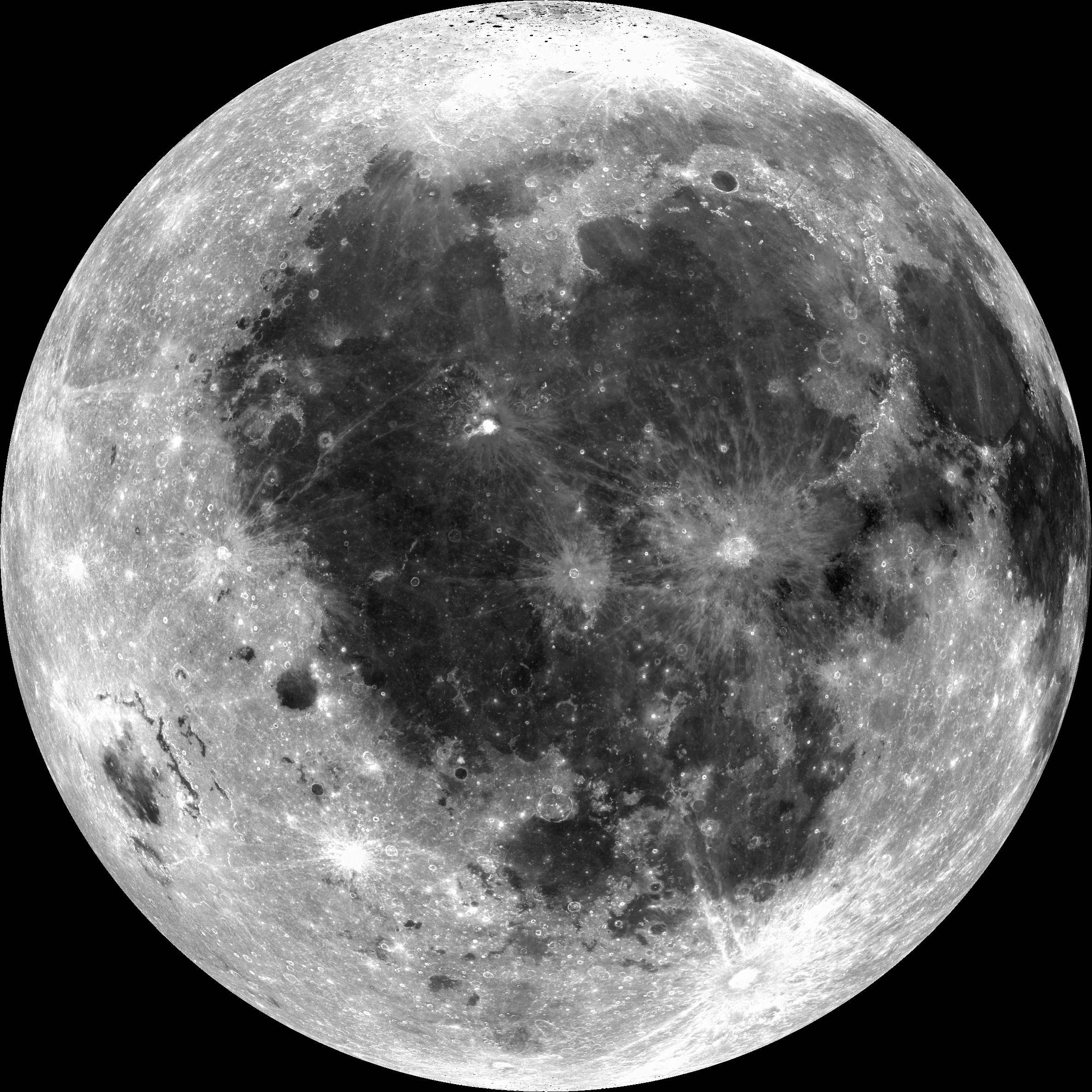
La mayor parte de la región oscura es Oceanus Procellarum y mares más pequeños, como Imbrium y Serenitatis, que se encuentran dentro de su perímetro. A la izquierda de la línea central está el mare Procellarum propiamente dicho.

Los mares lunares son grandes llanuras basálticas que cubren más del 15 % de la superficie de la Luna. Son las regiones volcánicas más obvias de la Luna y aparecen como rasgos topográficos oscuros cuando se ven a simple vista. Muchos tienden a cubrir la superficie de grandes cuencas de impacto y, por lo tanto, suelen tener un contorno circular, con algunos mares más pequeños llenando el fondo de los cráteres de impacto. Los principales mares lunares varían en tamaño desde más de 200 km a aproximadamente 1400 km y sólo son superados por el Oceanus Procellarum, de mayor tamaño, que tiene un diámetro de aproximadamente 2590 km. Por lo general, su grosor varía entre 500 y 1500 m, con flujos de lava individuales que varían de 10 a 20 m de espesor. Esto sugiere que cada mare es producto de varios eventos eruptivos superpuestos.
Las edades de los mares basálticos se han determinado tanto mediante datación radiométrica directa como mediante la técnica de recuento de cráteres. Las edades radiométricas oscilan entre 3,16 y 4,2 mil millones de años, mientras que las edades más recientes determinadas a partir del recuento de cráteres son de aproximadamente 1,2 mil millones de años. Sin embargo, la mayoría de los mares basálticos parecen haber entrado en erupción hace entre 3 y 3500 millones de años. Las pocas erupciones que ocurrieron en la cara oculta son antiguas, mientras que los flujos más recientes se encuentran dentro del Oceanus Procellarum en la cara visible. Si bien muchos entraron en erupción o fluyeron hacia cuencas de impacto bajas, la mayor extensión de regiones volcánicas, la mencionada Oceanus Procellarum, no corresponde a ninguna cuenca de impacto conocida.
La razón por la que los mares basálticos se encuentran predominantemente en el hemisferio visible es aún objeto de debate en la comunidad científica. Según los datos obtenidos por la misión Lunar Prospector, parece que una gran proporción de los elementos productores de calor de la Luna (en forma de KREEP) se encuentran dentro de las regiones de Oceanus Procellarum y la cuenca del Mare Imbrium, una provincia geoquímica única conocida ahora conocida como Procellarum KREEP Terrane, si bien el incremento de calor dentro de la región está ciertamente relacionado con la longevidad y la intensidad del vulcanismo encontrado allí, aunque no se ha llegado a un acuerdo sobre el mecanismo por el cual el KREEP se concentró dentro de esta región.

#### Ejemplos

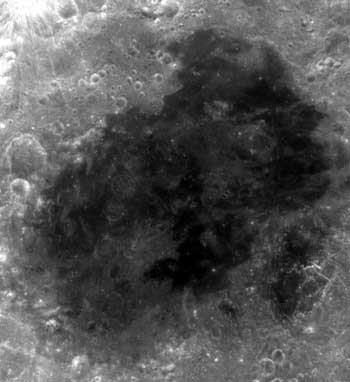
Mare Moscoviense

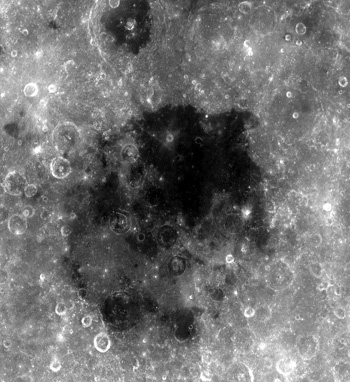
Mare de William Henry Smyth

| Nombre en latín      | Nombre en español            | Lat.     | Long.     | Diameter              |
| -------------------- | ---------------------------- | -------- | --------- | --------------------- |
| Mare Australe        | Mar Austral                  | 47.77° S | 91.99° E  | 996,84 km (619,4 mi)  |
| Mare Cognitum        | Mar Conocido                 | 10.53° S | 22.31° W  | 350,01 km (217,5 mi)  |
| Mare Crisium         | Mar de la Crisis             | 16.18° N | 59.1° E   | 555,92 km (345,4 mi)  |
| Mare Fecunditatis    | Mar de la Fertilidad         | 7.83° S  | 53.67° E  | 840,35 km (522,2 mi)  |
| Mare Frigoris        | Mar del Frío                 | 57.59° N | 0.01° E   | 1446,41 km (898,8 mi) |
| Mare Humboldtianum   | Mar deAlexander von Humboldt | 56.92° N | 81.54° E  | 230,78 km (143,4 mi)  |
| Mare Humorum         | Mar de la Humedad            | 24.48° S | 38.57° W  | 419,67 km (260,8 mi)  |
| Mare Imbrium         | Mar de la Lluvia             | 34.72° N | 14.91° W  | 1145,53 km (711,8 mi) |
| Mare Ingenii         | Mar del Ingenio              | 33.25° S | 164.83° E | 282,2 km (175,4 mi)   |
| Mare Marginis        | Mar Marginal                 | 12.7° N  | 86.52° E  | 357,63 km (222,2 mi)  |
| Mare Moscoviense     | Mar de Moscovia.             | 27.28° N | 148.12° E | 275,57 km (171,2 mi)  |
| Mare Nectaris        | Mar del Néctar               | 15.19° S | 34.6° E   | 339,39 km (210,9 mi)  |
| Mare Nubium          | Mar de las Nubes             | 20.59° S | 17.29° W  | 714,5 km (444 mi)     |
| Mare Orientale       | Mar Oriental                 | 19.87° S | 94.67° W  | 294,16 km (182,8 mi)  |
| Mare Serenitatis     | Mar de la Serenidad          | 27.29° N | 18.36° E  | 674,28 km (419 mi)    |
| Mare Smythii         | Mar deWilliam Henry Smyth    | 1.71° N  | 87.05° E  | 373,97 km (232,4 mi)  |
| Mare Tranquillitatis | Mar de la Tranquilidad       | 8.35° N  | 30.83° E  | 875,75 km (544,2 mi)  |
| Mare Vaporum         | Mar de los Vapores           | 13.2° N  | 4.09° E   | 242,46 km (150,7 mi)  |

### Volcanes
En la Luna hay varias áreas de domos y conos, pero es probable que esas regiones se hayan formado de manera diferente a las de la Tierra, ya que debido a que la gravedad en la Luna es sólo una sexta parte del terrestre, el vulcanismo lunar es capaz de lanzar material eyectado mucho más lejos, dejando poco acumulado cerca de la fisura,  y en lugar de un cono volcánico, estas erupciones lunares forman una capa ancha y delgada alrededor de la fisura. En la Tierra, los domos de lava se forman a partir de lavas pastosas y muy viscosas. Las lavas basálticas son más líquidas y tienden a formar flujos de lava amplios y planos. En la Luna, la mayoría de domos y conos parecen estar hechos de basalto, así que es poco probable que se hayan formado  a partir de lavas espesas no basálticas al igual que las colinas terrestres. En cambio, los lunares pueden señalar lugares donde los basaltos en erupción apenas se fundieron.

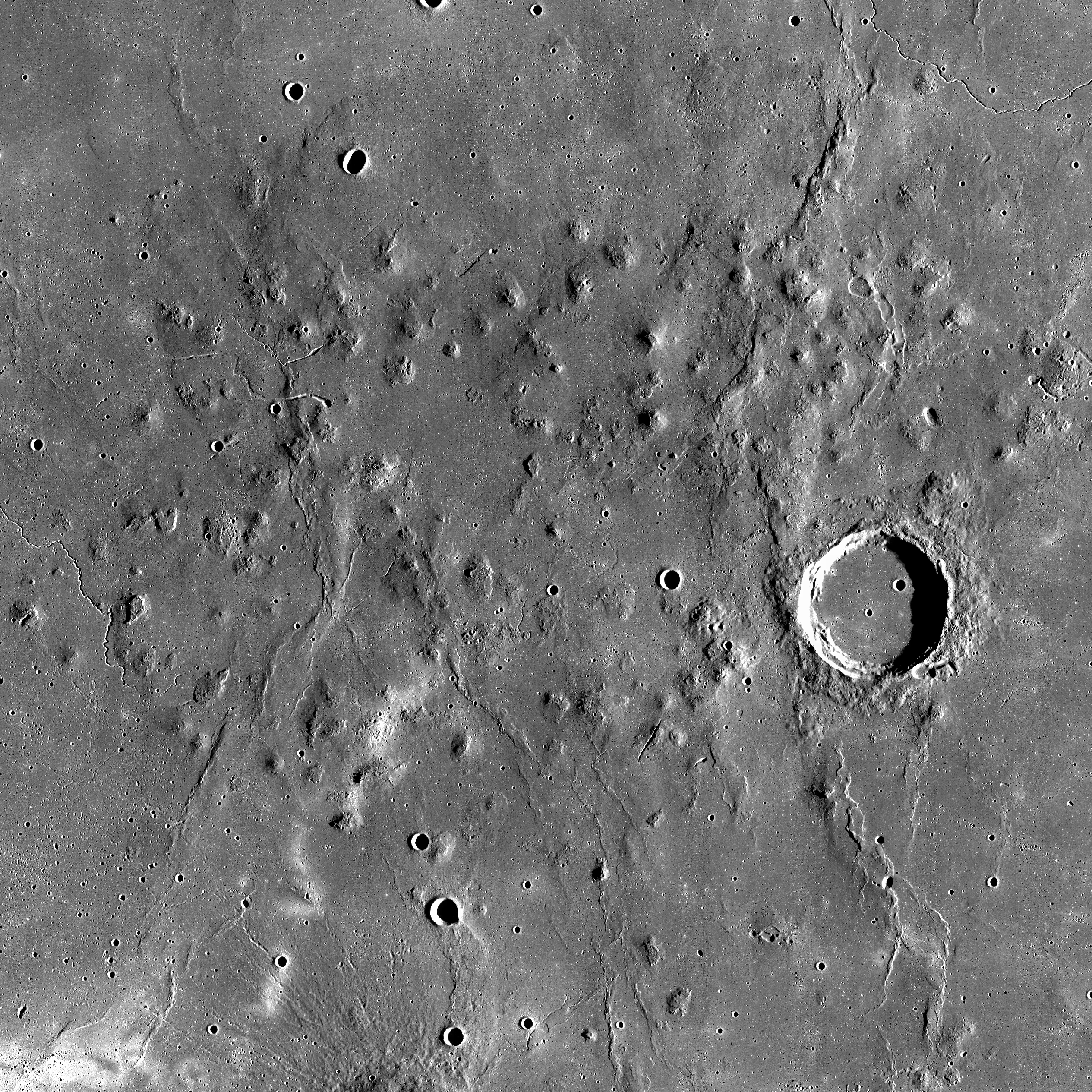
Vista aérea de las colinas Marius

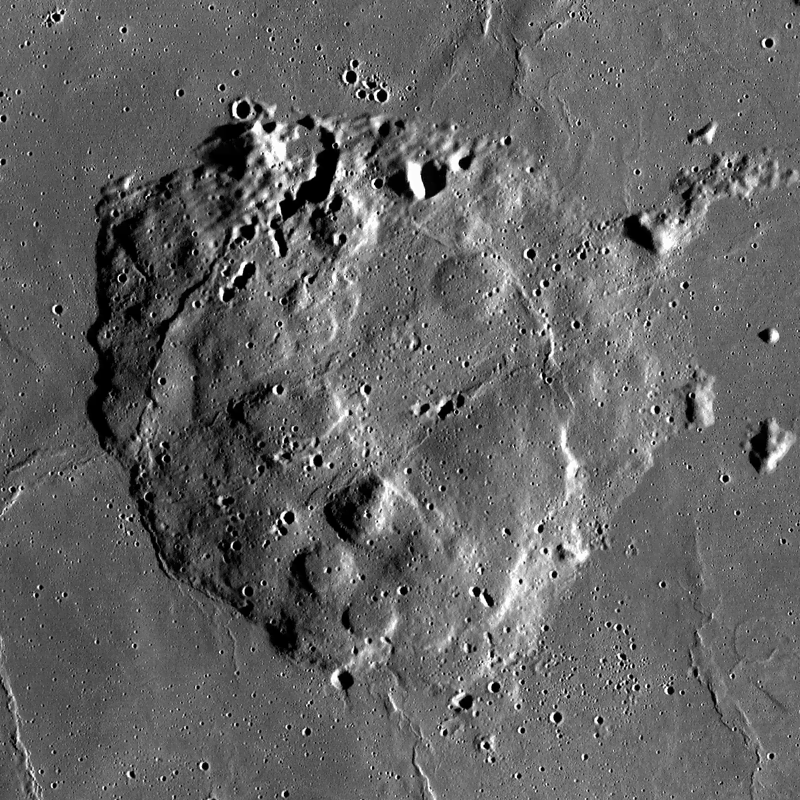
Mons Rümker, un complejo volcánico en Oceanus Procellarum

Los domos lunares rara vez se encuentran aislados. En cambio, se forman más comúnmente en grupos a lo largo de las llanuras de lava lunar. Un ejemplo destacado son las colinas Marius, uno de los complejos volcánicos más grandes de la Luna. Consisten en varios conos y domos que ocupan la cima de un amplio oleaje topográfico, que puede ser el equivalente lunar de un volcán en escudo. El complejo se eleva de 100 a 200 m de altura sobre las llanuras circundantes y forma una meseta de lava 35 000 km2. Han sido identificados un total de 59 conos y 262 domos con diámetros que van de 2 a 25 km.
Mons Rümker es un complejo más pequeño similar en apariencia a las colinas Marius. Comprende una meseta con una superficie de aproximadamente 2000 km2 y se eleva de 200 a 1300 m sobre la superficie circundante. Se han identificado tres unidades principales de basalto en él, con edades comprendidas entre 3,51 y 3,71 mil millones de años, aunque las regiones volcánicas más recientes pueden ser los domos elevados sobre la superficie de la meseta, ya que muestran indicios de haber estado activos hasta el período Eratosteniano. Más de 20 domos cubren la meseta y son las formaciones volcánicas más destacadas de Mons Rümker.
Los domos Gruithuisen en el noroeste del mare Imbrium constan de dos sistemas volcánicos: Mons Gruithuisiien Gamma al norte y Mons Gruithuisen Delta al sur. Están situados en el borde de un cráter de impacto y difieren en color de las rocas circundantes. Estos domos pueden señalar un caso raro de vulcanismo no basáltico en la Luna. Mons Hansteen, un montículo de forma aproximadamente triangular en el margen sur del Oceanus Procellerum, es otro ejemplo de un raro volcán lunar no basáltico. Consiste en material con alto contenido en sílice que hizo erupción hace aproximadamente entre 3.500 y 3700 millones de años desde fisuras a lo largo de fracturas con tendencia noreste, noroeste y suroeste.
El sistema volcánico Compton-Belkovich de 25 km de ancho y 35 km de largo en la cara oculta de la Luna no es un mare común. Se diferencia de otras regiones volcánicas lunares debido a su litología evolucionada, configuración tectónica regional, su ubicación cerca del polo norte, lejos del Procellarum KREEP Terrane y su reciente asociación con agua endógena. En medio se encuentra una depresión de forma irregular delimitada por escarpes de falla que se cree que es una caldera. Justo al oeste hay un mare común de aproximadamente 10 km de ancho y 18 km de largo llamado West Dome y otro en forma de cono volcánico, llamado East Dome, se encuentra cerca del margen oriental de la caldera, en dirección más o menos norte-sur, midiendo 12 km de largo y  7 km de ancho. Justo al norte de la caldera hay un elemento llamado Little Dome con 500 m de diámetro. Más al norte hay un domo alargado, orientado de norte a sur, llamada Colina Media de 2,5 km de largo y 0,6 km de ancho. Tanto Little Dome como Middle Dome tienen rocas en la parte superior que pueden ser bloques volcánicos. Big Dome, también conocido como North Dome, está más al norte en el borde del sistema Compton-Belkovich, y tiene 2,5 km de diámetro con una depresión en la parte superior. La distribución de la frecuencia del tamaño de los cráteres pequeños ha dado resultados no concluyentes sobre el momento del vulcanismo Compton-Belkovich, con edades que van desde menos de mil millones de años hasta más de 3 mil millones de años.

### Tubos de lava

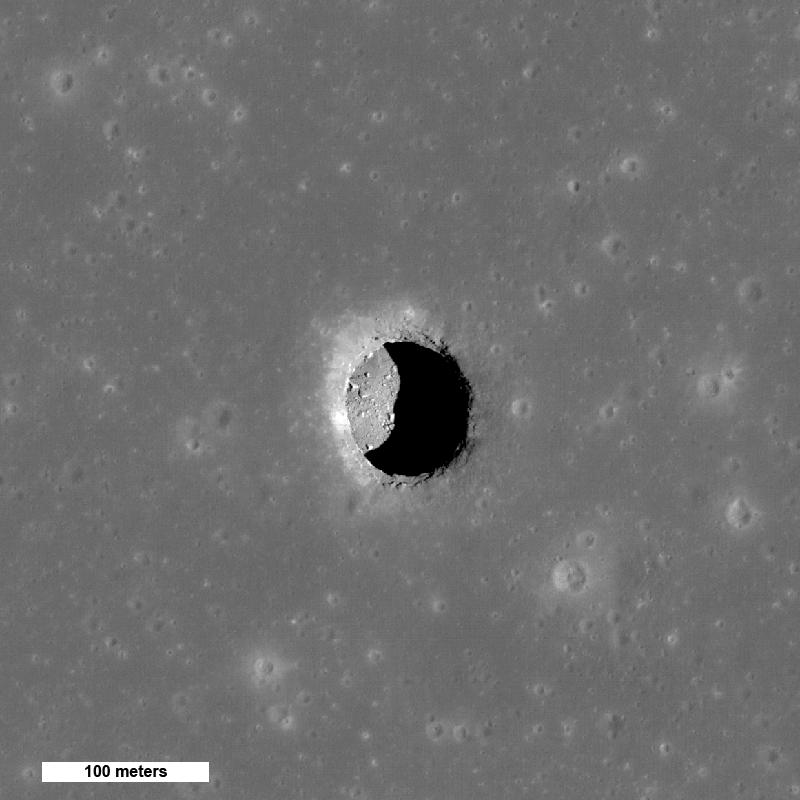
Un cráter del Mare Tranquillitatis que puede representar el colapso parcial de un tubo lávico lunar.

Aunque se sabe desde hace mucho tiempo que existen tubos de lava en la Tierra, sólo hace relativamente poco que se ha confirmado que también existen en la Luna, lo que a veces queda revelado por la presencia de un «tragaluz», un lugar donde el techo del tubo se ha derrumbado dejando un agujero circular que puede ser observado por los orbitadores lunares. Un área que muestra un tubo de lava es la región de las colinas de Marius, abertura descubierta en 2008 por la nave espacial japonesa Kaguya. El «tragaluz» fue fotografiado con más detalle en 2011 por el Lunar Reconnaissance Orbiter de la NASA, mostrando tanto el pozo de 65 m de ancho como el suelo del pozo a unos 36 m debajo. También puede haber tubos de lava en Mare Serenitatis.
Los tubos de lava lunares podrían servir potencialmente como recintos para hábitats humanos. Pueden existir túneles mayores de 300 m de diámetro, que se encontrarían bajo 40 m o más de basalto, con una temperatura estable de -20 °C. Estos túneles naturales brindarían protección contra la radiación cósmica, la radiación solar, los meteoritos, micrometeoritos y las eyecciones de impactos; y están aislados de las variaciones extremas de temperatura de la superficie lunar y podrían proporcionar un entorno estable para sus habitantes.

### Depósitos piroclásticos

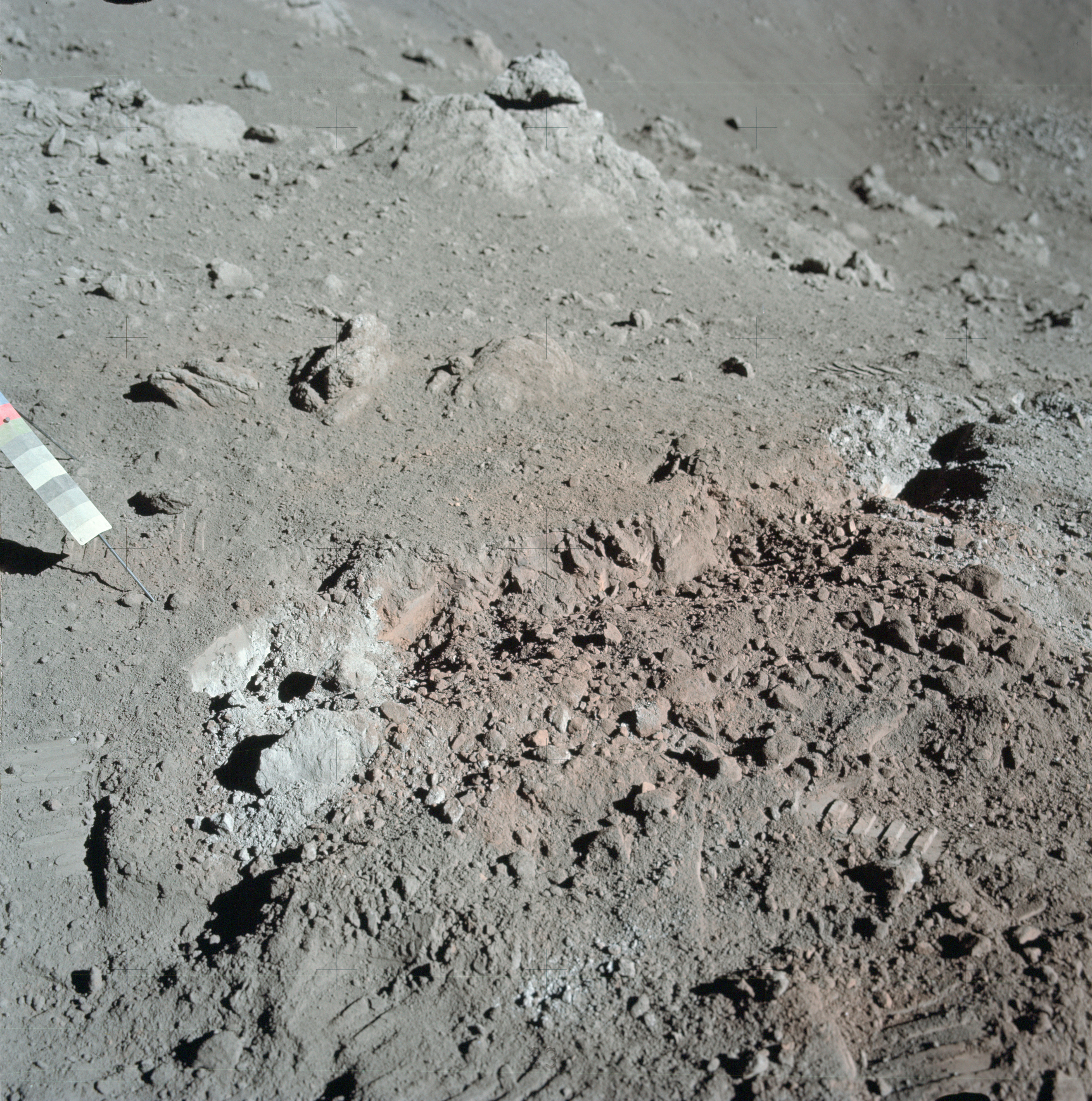
Suelo anaranjado del valle Taurus-Littrow descubierto por la misión Apolo 17. El color naranja se debe a rocas microscópicas de vidrio creadas por procesos volcánicos antiguos en la historia de la Luna.

Cerca de los bordes de los mares lunares hay capas oscuras de material que cubren muchos miles de kilómetros cuadrados. Contienen grandes cantidades rocas microscópicas vitrificadas de color anaranjado y negro que probablemente se formaron a partir de pequeñas gotas de lava que se enfriaron muy rápidamente. Se cree que estas gotas son eyecciones de erupciones de fuentes de lava de mayor tamaño que las terrestres. Los depósitos más grandes conocidos se encuentran en el valle Taurus-Littrow, en Sinus Aestuum, Sulpicius Gallus, Rima Bode, Mare Vaporum, Mare Humorum y la meseta de Aristarchus en el centro de la cara visible de la Luna.
Muchos depósitos piroclásticos de menor tamaño miden sólo unos pocos kilómetros de diámetro y casi siempre se encuentran cerca de los mares o en el fondo de grandes cráteres de impacto, aunque varios también se encuentran a lo largo de evidentes líneas de falla. Probablemente fueron producidos por pequeñas explosiones volcánicas, ya que la mayoría contiene un pequeño pozo o cráter central alargado o de forma irregular. Se conservan ejemplos a lo largo del borde del suelo del cráter Alphonsus, un cráter de impacto en el borde oriental de Mare Nubium.
Extendiéndose alrededor de 7 km al este-sureste del sistema volcánico Compton-Belkovich hay un área altamente reflectante que puede ser un depósito de flujo piroclástico. Su reflectividad es más fuerte en el rango 7,1 a 7 μm, lo que indica que el cuarzo o el feldespato alcalino es el principal componente. También aparecen dispersos hacia el este restos explosivos durante unos 300 km, cubriendo un área de 70 000 km2. La gran extensión de este depósito piroclástico se debe a la baja gravedad de la Luna, de modo que una gigantesca erupción explosiva del sistema volcánico Compton-Belkovich pudo esparcir los escombros sobre un área mucho mayor de lo que sería posible en la Tierra.

### Rimae
Se trata de depresiones largas y estrechas en la superficie lunar que se asemejan a canales. Su formación precisa aún está por determinar, pero probablemente se formaron mediante diferentes procesos. Por ejemplo, sinuosas rimae serpentean por una senda curva al igual que un río maduro y se cree que eran canales de lava o restos de tubos de lava colapsados. Normalmente se extienden desde pequeñas estructuras de pozos que se cree que fueron fisuras volcánicas. El valle de Schroter, entre Mare Imbrium y Oceanus Procellarum, es la rima sinuosa más grande. Otro ejemplo destacado es la Rima Hadley, que se formó hace casi 3300 millones de años.
Rimae arqueadas que tienen una suave curvatura se encuentran en los bordes de los oscuros mares lunares, y se cree que se formaron cuando los flujos de lava que crearon un mare se enfriaron, se contrajeron y se hundieron. Estos se encuentran por toda la Luna; se pueden ver ejemplos destacados cerca del límite suroeste del Mare Tranquillitatis y en el límite occidental sureste del Mare Humorum.

## Impactos
Los análisis de muestras de magma lunar recuperadas por las misiones Apolo indican que el vulcanismo lunar produjo una atmósfera lunar relativamente espesa durante un período de 70 millones de años, hace entre 3 y 4 mil millones de años. Esta atmósfera, procedente de los gases expulsados por las erupciones volcánicas lunares, tenía el doble de espesor que la del Marte actual. De hecho, se ha teorizado que esta antigua atmósfera podría haber albergado vida, aunque no se ha encontrado evidencia ninguna. La antigua atmósfera lunar fue finalmente barrida por los vientos solares y disipada en el espacio. 
El derretimiento parcial del manto lunar y el emplazamiento de basaltos de inundación en Oceanus Procellarum pueden haber causado la inclinación axial de la Luna hace 3 mil millones de años, tiempo durante el cual los polos lunares se desplazaron 201,2 km a sus posiciones modernas. Este desplazamiento polar se deduce por la posición desplazada en longitudes opuestas de los depósitos de hidrógeno polar.

## Actividad reciente
En 2014, la NASA anunció «evidencia generalizada de vulcanismo lunar reciente», algunos de menos de 50 millones de años, en 70 zonas irregulares dee mares identificados por el Lunar Reconnaissance Orbiter. Esto plantea la posibilidad de un manto lunar mucho más cálido de lo estimado anteriormente, al menos en la cara visible, donde la corteza profunda es sustancialmente más cálida debido a la mayor concentración de elementos radiactivos. Justo antes de esto, se ha presentado evidencia de vulcanismo basáltico de 2 a 10 millones de años más reciente dentro del cráter Lowell, ubicado en la zona de transición entre las caras visible y oculta. Un manto inicialmente más caliente y/o un enriquecimiento local en el manto de elementos productores de calor, podrían ser responsables de actividades prolongadas también en el otro lado de la cuenca oriental. Actualmente no hay volcanes activos en la Luna, aunque los datos de terremotos lunares publicados en 2012 sugieren que hay una cantidad sustancial de magma bajo la superficie. La falta de vulcanismo activo puede deberse a que el magma es demasiado denso para subir a la superficie. 